# Samuel Ajayi Crowther
Samuel Ajayi Crowther (conosciuto anche come Samuel Adjai Crowther; Osogun, 1809 – Lagos, 31 dicembre 1891) è stato un missionario, vescovo anglicano e linguista nigeriano.
Schiavo di etnia yoruba, fu il primo vescovo anglicano dell'Africa occidentale.

## Biografia

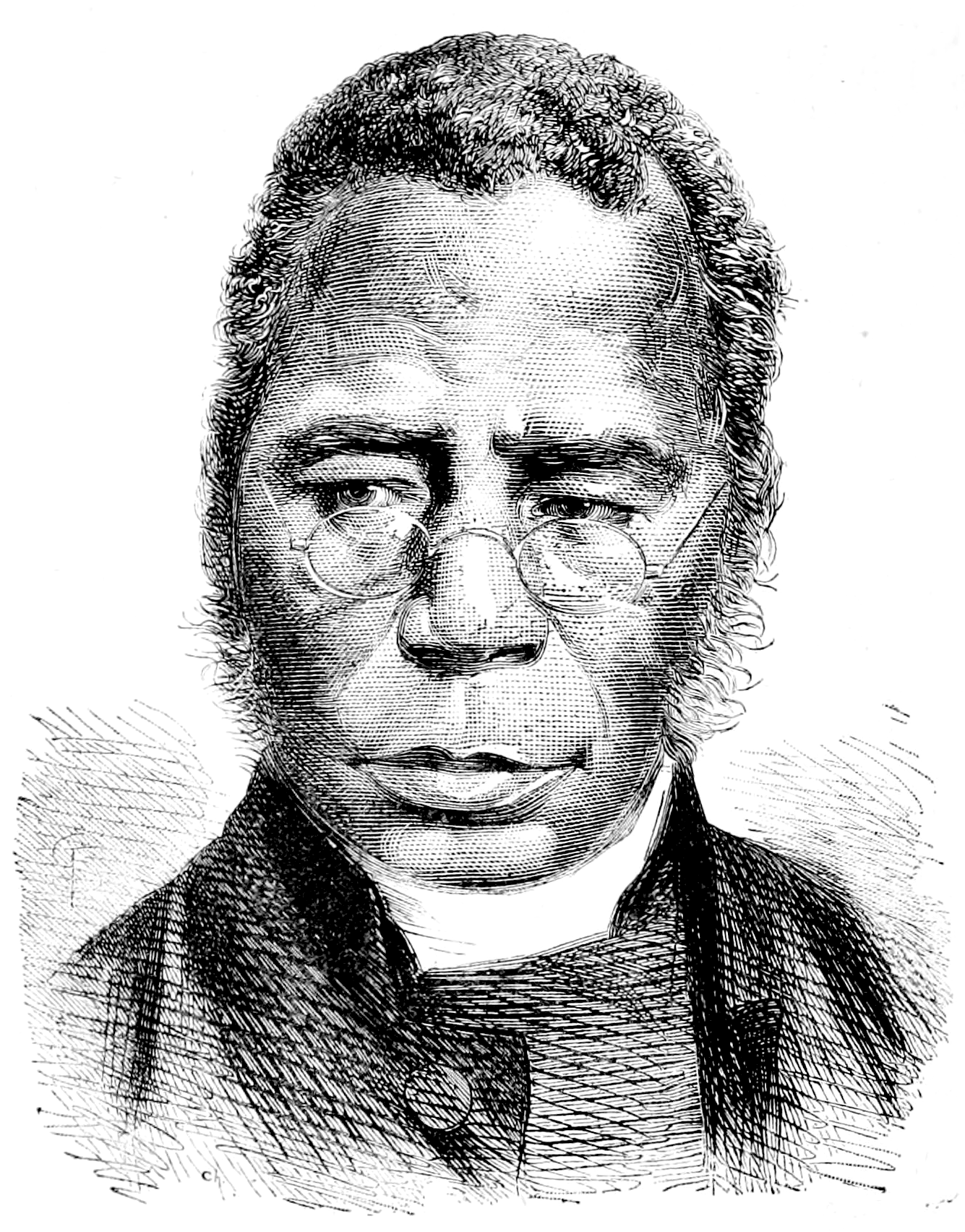
Ritratto di Crowther nel territorio del Niger, 1888

Samuel Ajayi Crowther nacque nel 1809 a Osogun, nell'Impero Oyo. Nipote del re Abiodun, quando aveva circa 12 anni lui e la sua famiglia furono catturati, insieme al suo intero villaggio, da alcuni schiavisti appartenenti al gruppo etnico dei Fulani e venduti, nel marzo 1821, a mercanti di schiavi portoghesi. Tra i prigionieri c'erano sua madre Afala, battezzata con il nome di Hannah, il fratello minore e altri membri della famiglia, mentre suo padre Ayemi, probabilmente, venne ucciso durante il raid. Quando gli inglesi misero fuori legge la tratta atlantica degli schiavi africani nel 1807 e usarono la Royal Navy per pattugliare la costa dell'Africa, riuscirono a interrompere il programma di una nave negriera prima che lasciasse il porto per le Americhe e guidati dal capitano Henry Leeke, liberarono i prigionieri. Samuel Ajayi era nella nave e una volta liberato, lui e la sua famiglia vennero portati a Freetown, in Sierra Leone. [3]
Mentre si trovava in Sierra Leone, Crowther era assistito dalla Anglican Church Missionary Society e gli venne insegnato l'inglese, convertendosi inoltre al cristianesimo. L'11 dicembre 1825 fu battezzato da John Raban, prendendo il nome da Samuel Crowther, vicario della Christ Church Newgate. Durante questo periodo Crowther si interessò alle lingue e nel 1826 fu portato in Inghilterra per frequentare la scuola di St Mary's Church a Islington, per poi tornare a Freetown nel 1827: questo gli permise di essere il primo studente ammesso al Fourah Bay College, allora di recente apertura, e di studiare il latino e il greco, ma anche la lingua temne dell'Africa occidentale. Dopo aver completato i suoi studi, Crowther iniziò a insegnare nella stessa università. Intorno agli anni 1830, si sposò con un'insegnante musulmana di nome Asano, che convertita al cristianesimo, lui la battezzò con il nome Susan. Anche lei venne liberata da una nave di schiavi portoghese, come menzionato nella lettera di Crowther del 1837: "Fu catturata dalla nave di Sua Maestà Bann, il capitano Charles Phillips, il 31 ottobre 1822". I loro numerosi figli includevano Dandeson Coates Crowther, che in seguito entrò nella politica e nel 1891 divenne arcidiacono del delta del Niger.

### Le attività da missionario e da vescovo
Crowther fu selezionato per accompagnare il missionario James Schön nella spedizione in Niger del 1841. Il suo obiettivo era stimolare il commercio, insegnare tecniche agricole, diffondere il cristianesimo e contribuire a porre fine allo schiavismo. Dopo la spedizione, fu richiamato in Inghilterra, dove fu ordinato dal vescovo della diocesi anglicana di Londra. Schön scrisse alla Church Missionary Society sottolineando l'utilità e l'abilità di Crowther durante la spedizione, raccomandandogli di essere preparato per l'ordinazione. Nel 1843 Crowther tornò in Africa e, con Henry Townsend, attuò una missione ad Abeokuta, nell'odierno Ogun.
Crowther iniziò a tradurre la Bibbia in yoruba e compilò un dizionario linguistico, pubblicato nel 1843. Successivamente seguì una versione yoruba del Libro delle preghiere comuni, completando la scrittura del A Vocabulary of the Yoruba Language, includendo un gran numero di proverbi locali, pubblicato a Londra nel 1852. Dopo le spedizioni britanniche in Niger, Crowther, con l'aiuto di un giovane interprete dell'Igbo di nome Simon Jonas, produsse un manuale per la lingua Igbo nel 1857. Ne pubblicò uno per la lingua nupe nel 1860, seguito da un vocabolario nel 1864. Diventato uno stretto collaboratore e amico del capitano James Pinson Labulo Davies, un influente politico di Lagos, collaborarono a iniziative sociali, creando la fondazione dell'Accademia (un centro sociale e culturale per l'illuminazione pubblica): Crowther fu il primo mecenate e il capitano JPL Davies fu il primo presidente.
Il 29 giugno 1864 venne nominato vescovo da Charles Longley, arcivescovo di Canterbury nella cattedrale di Canterbury, diventando così il primo vescovo africano della chiesa anglicana. Continuando gli studi, conseguì il titolo di Dottore in Teologia presso l'Università di Oxford, incontrò la regina Vittoria e le lesse la preghiera del Signore in lingua Yoruba, che lei definì come dolce e melodiosa. Nonostante i suoi studi delle lingue, continuò a supervisionare la traduzione della Bibbia yoruba (Bibeli Mimọ), che fu completata a metà degli anni 1880, pochi anni prima della sua morte. Crowther morì all'età di 82 anni per un ictus a Lagos il 31 dicembre 1891 e fu sepolto nel cimitero di Ajele a Lagos. Viene ricordato il 31 dicembre con una festa nel calendario liturgico di alcune chiese anglicane, tra cui la chiesa episcopale e la Chiesa della Nigeria.
Nel 1971 il governo statale di Lagos ha voluto riqualificare il sito del cimitero per edificare dei nuovi uffici governativi e ha emesso avvisi alle famiglie dei defunti. Seth Kale, vescovo anglicano di Lagos, in rappresentanza della comunità anglicana e della famiglia di Crowther, ha ritardato l'esumazione e la sepoltura fino al 1976. Una cerimonia elaborata si è tenuta in un nuovo luogo di sepoltura e un cenotafio è stato installato nella Chiesa Cattedrale di Cristo.

## Opere (parziale)
- Journals of the Rev. James Frederick Schön and Mr. Samuel Crowther (1842)
- A Vocabulary of the Yoruba Language (1843);
- A Grammar of the Yoruba Language (1852);
- A Vocabulary of the Yoruba Language (1852)
- Journal of an expedition up the Niger and Tshadda rivers (1855);
- The Gospel on the Banks of the Niger (1859);
- A Charge Delivered on the Banks of the River Niger in West Africa (1866)